# زهراويات
```
طائفة 
الطحالب زهرية
 (Florideophyceae)، خُفضت إلى 
طويئفة
 
زهراويات
 (florideae) في بعض أنظمة التصنيف، هي 
طائفة
 من 
الطحالب الحمراء
، يقدر أنها تشكل حوالي 95٪ من جميع 
أنواع
 الطحالب الحمراء المعروفة.
[
1
]
 يتم دمجها أحيانًا مع 
بانجانية
 في الطحالب الحمراء. مع إبقاء طويئفة الزهراويات قيد الاستعمال.
[
2
]
 كان يُعتقد في السابق أنها الطحالب الوحيدة التي تحمل وصلات الوَهْدَة
[
3
]
، ولكن تم العثور عليها منذ مدة  في المرحلة الخيطية من 
البانجات
.
[
4
]
```